# Takbīr

Takbir på arabiska och engelska.

Allahu akbar (arabiska, الله أكبر), "Gud är störst",  är ett uttryck som på arabiska kallas takbir (تَكْبِير) (lingvistiskt 'takbīr') och är en vanlig fras som används av muslimer. 
Frasen används dagligen som inledning till böneutropet från moskén vid tidebönerna som förrättas fem gånger om dagen och ingår även som del i tidebönen. 
Irans och Iraks flaggor bär inskriften Allahu akbar.
Historiskt användes uttrycket av profeten Muhammed som ett stridsrop vid slaget vid Badr. 
Takbīr ingår i en mängd andra olika sammanhang, till exempel för att understryka rädsla eller oro, för att uttrycka glädje eller framgång eller för att uttrycka fast beslutsamhet (speciellt i politiska sammanhang).

## Etymologi
Allah är det arabiska ordet för Gud. Roten till verbet "akbar" är "k-b-r" (ك,ب,ر), och takbīr (تَكْبِير) är infinitiv (maṣdar) av verbform II. Kabir betyder stor, mäktig, enorm, allvarlig, äldre och akbar betyder större, överlägsen, mäktigare, störst. Allahu akbar är en förkortad form av den arabiska frasen Allahu akbar min kulli shay, som betyder "Gud är större än allt", det vill säga att Gud är störst. Baserat på hadither betyder takbir att "Gud är större än det Han beskrivs med".
Ordet akbar fungerar som adjektiv i en kompareringsgrad som kallas elativ. Den förekommer inte i svensk adjektivböjning. Akbar är i elativ komparationsgrad för adjektivet kabīr. 